# Command & Conquer: Tiberian Sun
Command & Conquer: Tiberian Sun là video game chiến lược thời gian thực được phát triển bởi Westwood Studios và phát hành trong năm 1999. Câu chuyện chính theo sau cuộc chiến tranh lớn thứ hai giữa Global Defense Initiative của Liên Hợp Quốc với tổ chức khủng bố toàn cầu được gọi là Brotherhood of Nod. Câu chuyện diễn ra trong năm 2030, 30 năm sau khi GDI giành thắng lợi trong cuộc chiến tranh lớn đầu tiên trong Command & Conquer. Ngày 12 tháng 2 năm 2010, Electronic Arts cấp phép cho Tiberian Sun và bản mở rộng Firestorm thành phần mềm miễn phí .

## Tóm tắt
Tiberian Sun có ba phe phái, với chiến thuật và sức mạnh riêng biệt: Global Defense Initiative (GDI), Brotherhood of Nod (Nod), và The Forgotten (không thể chơi, phe trung lập của những người đột biến về thể chất và tinh thần bởi Tiberium). Cốt truyện của game nói về cuộc đấu tranh liên tục giữa GDI và Nod, tổ chức đang khởi động một cuộc tấn công bất ngờ trong một nỗ lực để quét sạch GDI khỏi khỏi bề mặt Trái Đất .
Cốt truyện của game là nối tiếp Command & Conquer gốc, sau khi kết thúc mà nhà lãnh đạo của Nod là Kane được cho là đã chết. Trong Tiberian Sun, Kane lại rời khỏi nơi ẩn náu với một lực lượng quân sự được cải tiến và các công nghệ dựa trên Tiberium, quyết tâm cai trị thế giới bằng mọi giá. Tư lệnh GDI là Michael McNeil có nhiệm vụ ngăn chặn thế giới khỏi rơi vào tay của Nod, lần này với các phương tiện dựa trên chất Tiberium ngoài Trái Đất .

## Lối chơi
Lối chơi của game có những nguyên tắc tương tự như Tiberian Dawn nhưng với các đơn vị và công trình mới cộng với ba dạng Tiberium có thể khai thác được. Tiberian Sun dựa chủ yếu vào các công nghệ khoa học viễn tưởng và giới thiệu một engine game có tính năng khác nhau để cung cấp địa hình 3D của môi trường. Game cũng cho phép ánh sáng chu kỳ ngày / đêm và các hiệu ứng đặc biệt, chẳng hạn như cơn bão ion. Tính năng cityscapes cho phép các đơn vị có thể ẩn hoặc giao chiến trong môi trường đô thị . Một số công trình và các đơn vị thiết giáp được định dạng bằng voxels, mặc dù bộ binh vẫn còn định dạng bằng sprite .
Trong phần chôi chiến dịch, các tuyến đường khác nhau có thể được lựa chọn, một số trong đó có thể dẫn đến các nhiệm vụ phụ có thể ảnh hưởng đến độ khó của nhiệm vụ chính, hoặc cung cấp người chơi với các đơn vị và các công nghệ bổ sung. Tiberian Sun là trò chơi cuối cùng của thương hiệu cung cấp tính năng chia tuyến đường.
Tiberian Sun sử dụng tính năng FMVs truyền thống của nó, minh họa bởi với các diễn viên Hollywood nổi tiếng . Michael Biehn đóng vai tư lệnh GDI Michael McNeil, người báo cáo lại với Tướng James Solomon, đóng bởi James Earl Jones. Về phía Brotherhood of Nod, Frank Zagarino đóng vai Tư lệnh Anton Slavik, người chỉ sống để làm theo và thực thi tất cả các suy nghĩ của Kane, đóng bởi đạo diễn phim cắt cảnh của thương hiệu là Joseph D. Kucan. Forgotten được đại diện bởi Christine Steel, người đóng vai Umagon liên kết với Michael McNeil trong suốt cuộc chiến chống lại Nod, Christopher Winfield vai Tratos, lãnh đạo của Forgotten, và Nils Allen Stewartđóng vai Mutant Commando, người có trách nhiệm gửi toàn bộ căn cứ Nod vào địa ngục chỉ với một nút bấm .
Tiberian Sun sử dụng soundtrack mang tíng tương lai và môi trường của Jarrid Mendelson]và Frank Klepacki, người sáng tác nhạc chủ đề cho phim cắt cảnh, với chút khác biệt so với Command & Conquer để nắm bắt được tâm trạng cho mỗi nhiệm vụ .

## Phát triển

Biểu tượng của GDI.

Biểu tượng của NOD.

Electronic Arts, người mua lại Westwood Studios vào năm 1998 và xuất bản Tiberian Sun, vốn không đóng góp trực tiếp vào việc phát triển đã đẩy Tiberian Sun phát hành trước thời hạn, kết quả là một số tính năng engine và lối chơi bị bỏ qua, và một số sau đó đã được bổ sung trong bản mở rộng Firestorm. Các trò chơi tiếp theo trong thương hiệu cũng phải chịu rất nhiều sự kiểm soát của Electronic Arts, cộng với sự ra đi của nhiều thành viên trong Westwood, cuối cùng dẫn đến việc Westwood bị đóng cửa và sáp nhập với EA Los Angeles.
Một số hình ảnh và tài liệu tham khảo trong tập tin "ruler" của Tiberian Sun chỉ ra rằng nhiều tính năng đã được quy hoạch để phát hành. Một cựu nhân viên Westwood làm việc cho Petroglyph tiết lộ điều này vào tháng 3 và tháng 5 năm 2007.. Một màn hình "loadout" đã được tạo ra để cho phép người chơi chọn đơn vị quân để đưa vào trận chiến trước khi bắt đầu nhiệm vụ. Các màn hình "loadout" đã được hoàn tất trong một trò chơi thử nghiệm có tên là Command & Conquer: Incursion, nhưng Westwood giải thể và Electronic Arts đã không làm sống lại khái niệm này. Khả năng Drop pods được dự tính là tùy biến cho GDI trước khi triển khai. Ánh sáng được dự định để tạo sự khác biệt rất lớn vào ngày/đêm, như là đơn vị phát hiện bởi ánh sáng sẽ dễ bị hỏa lực đối phương tấn công ở khoảng cách lớn hơn và ngược lại sẽ bị suy giảm tầm bắn. Westwood dự tính để Hunter/Seeker Droid tấn công mục tiêu được chọn bởi người chơi, nhưng cuối cùng lại để tấn công ngẫu nhiên. Nhà phát triển cũng không có đủ thời gian để hoàn thiện sự khác biệt cân đối trong các loại địa hình, hoặc để cho The Forgotten thành một phe đầy đủ trong bản mở rộng, như đã được dự định ban đầu .

## Bản mở rộng

Bìa nghệ thuật của Command & Conquer: Tiberian Sun – Firestorm.

Command & Conquer: Tiberian Sun – Firestorm là một bản mở rộng phát triển bởi Westwood và được xuất bản bởi Electronic Arts vào ngày 7 tháng 3 năm 2000, từng đoạt giải thưởng video game chiến lược thời gian thực lấy đề khoa học viễn tưởng ngày tận thế, chế độ chơi đơn và chơi mạng. Firestorm có cốt truyện lên tầm cao mới của sự phức tạp, giới thiệu những nhiệm vụ và các tính năng mới và thêm vào phe thứ tư không chơi được là CABAL .
Firestorm diễn ra sau những sự kiện trong chiến dịch GDI của Tiberian Sun. Với Brotherhood of Nod bị chia rẽ sau cái chết thứ hai của Kane, Anton Slavik quyết tâm giữ nguyên hệ tư tưởng của Kane thông qua việc kích hoạt lại trí thông minh nhân tạo của Nod, CABAl (Computer Assisted Biologically Augmented Lifeform), trong khi GDI tiếp tục các chiến dịch để ngăn chặn sự lây lan của Tiberium và sự đột biến quái dị của nó bằng cách lấy được thiết bị Tacitus có nguồn gốc ngoài ngoài hành tinh.
Cả hai phe buộc phải liên kết với nhau để ngăn chặn trợ lý quan trọng trong các quyết định chiến thuật của Nod trước kia và là kẻ thù hiện tại của họ, CABAL, người dự định sẽ chinh phục thế giới thông qua việc đồng hóa có hệ thống người dân vào quân đội người máy của nó với sự lan rộng của Tiberium.

## Đánh giá
Tiberian Sun rất được mong đợi kể từ lúc bắt đầu phát triển. Đây là game bán chạy nhất trên quầy game của EA, với hơn 1,5 triệu bản trong vòng một tháng. Trong Tạp chí PC Player của Đức tháng 1 năm 2000, Tiberian Sun nhận được một giải thưởng đặc biệt là "Most Hyped Game in 1999" (năm trò chơi được phát hành). Từ năm 1999 và 2000, Tiberian Sun giành được một Gold và 3 Platinum Awards của German VUD (Verband der Unterhaltungssoftware Deutschland - Entertainment Software Association Germany) vì cho bán được hơn 100.000 đơn vị (Gold) và hơn 200.000 đơn vị (Platium) ở Đức, Áo và Thụy Sĩ. Vì Gold-Awards không tính vào Platinum-Award, tất cả bốn giải thưởng là tổng số giữa 700.000 và 1.700.000 đơn vị bán. Tiberian Sun được bình chọn xếp hạng ở mốc 29 của PC Gamer Magazine's Readers All-Time Top 50 Games Poll trong tháng 4 năm 2000.
GameGenie.com cho trò chơi số điểm 5/5, và cho biết
| “ | Trò chơi này có giá trị nhiều hơn những gì bạn phải trả, bởi vì nếu bạn nhìn vào tất cả mọi thứ đã được đặt lại với nhau trong trò chơi này, bạn sẽ thấy nó thực sự tuyệt vời như thế nào. Quan điểm của tôi, và cuối cùng, đó là bất cứ ai cũng có thể thưởng thức trò chơi này. Họ có thể ngồi xuống và chơi hàng giờ cho đến kết thúc của mỗi ngày như một số lượng lớn các game thủ chơi trò chơi chiến tranh sẽ làm, nhưng họ vẫn có thể xem phim và chơi xung quanh với các đơn vị đủ rằng họ sẽ có niềm vui. Tôi chân thành khuyên bạn nên chia sẻ trò chơi này cho mọi người. | ” |

GameSpot cho soundtrack mới là "hấp dẫn" và nói rằng trò chơi là phần tiếp theo tuyệt vời của Command & Conquer gốc.
.
Mặc dù một số vấn đề kỹ thuật của trò chơi là hệ quả do việc phát hành vội vã sau khi Westwood Studios được mua lại bởi Electronic Arts, nhiều người coi môi trường tương tác, đồ họa mới, các mảng mới của đơn vị, các khái niệm mới, phần chơi đơn (câu chuyện hay) và phổ biến của chế độ nhiều người chơi là các điểm nhấn quan trọng của Tiberian Sun, và giúp nó có các thứ hạng cao .
Cho đến nay, Tiberian Sun đã được đánh giá cao bởi rất nhiều người hâm mộ từ khắp nơi trên thế giới .